# Dobojewo (województwo pomorskie)
Dobojewo – wieś w Polsce, położona w województwie pomorskim, w powiecie człuchowskim, w gminie Człuchów.
W latach 1975–1998 miejscowość administracyjnie należała do województwa słupskiego.
Wieś stanowi sołectwo gminy Człuchów.

## Historia
Nota  Słownika geograficznego Królestwa Polskiego z roku 1881  wymienia dzisiejsze Dobojewo jako Friedrichshof. Przejściowo nawa wsi brzmiała Fryderykowo, w roku 1967 już Dobojewo. Starsza nawa niemiecka pochodzi od nazwy osobowej Friedrich z przydatkiem hof (dwór). 